# Accélération tangentielle
En cinématique du point, l'accélération tangentielle est utilisée avec la rotation autour d'un axe fixe ainsi qu'avec d'autres types de mouvements.
Dans le cas de la rotation uniformément accélérée ({\displaystyle \alpha =\alpha _{0}=C^{\mbox{ste}}}) :
{\displaystyle a_{t}=r\cdot \alpha }